# Raj Karega Khalsa
 (septembre 2013).
Raj Karega Khalsa (pendjabi : ਰਾਜ ਕਰੇਗਾ ਖਾਲਸਾ) est une phrase sikhe qui se retrouve dans l'antienne de l'une des prières les plus récitées du sikhisme : l'Ardas. Elle marque, selon Kartar Singh Duggal, le concept sikh de souveraineté. Cette expression est aussi la marque de la volonté du croyant envers sa foi ; elle se traduit par : le Khalsa régnera, ou, Dieu sera loi. Le Khalsa est la fraternité dans laquelle est admis le sikh après son baptême, l'Amrit Sanskar. Au cours des siècles, ce slogan a servi diverses idéologies, cependant Raj Karega Khalsa a été un cri de guerre au XVIIIe siècle durant l'adversité qu'a connue le peuple sikh. Les théologiens pensent que l'ordre du Khalsa, avec ses règles, les Cinq K, et le Rahit Maryada, est censé apporter la paix aux peuples régis par cette fraternité ordonnée par le divin.
La phrase n'apparaît dans aucune des principales Écritures sikhes primitives, Guru Granth Sahib, Dasam Granth, Sarabloh Granth (en), Rehitnamas, Janamsakhis. etc. Aujourd'hui elle se veut source d'inspiration, inspirations présentes et futures pour la vie quotidienne.